# Président du Parlement écossais
Le président du Parlement écossais dirige les séances des députés écossais

## Liste des présidents
| Nom | Nom              | Début du mandat | Fin du mandat |
| --- | ---------------- | --------------- | ------------- |
|     | David Steel      | 12 mai 1999     | 7 mai 2003    |
|     | George Reid      | 7 mai 2003      | 14 mai 2007   |
|     | Alex Fergusson   | 14 mai 2007     | 11 mai 2011   |
|     | Tricia Marwick   | 11 mai 2011     | 12 mai 2016   |
|     | Ken Macintosh    | 12 mai 2016     | 13 mai 2021   |
|     | Alison Johnstone | 13 mai 2021     | En fonction   |

## Liste des vice-présidents
| Nom | Nom               | Début du mandat  | Fin du mandat    |
| --- | ----------------- | ---------------- | ---------------- |
|     | Patricia Ferguson | 12 mai 1999      | 27 novembre 2001 |
|     | George Reid       | 12 mai 1999      | 7 mai 2003       |
|     | Murray Tosh       | 29 novembre 2001 | 2 avril 2007     |
|     | Trish Godman      | 7 mai 2003       | 22 mars 2011     |
|     | Alasdair Morgan   | 10 mai 2007      | 22 mars 2011     |
|     | Elaine Smith      | 11 mai 2011      | 12 mai 2016      |
|     | John Scott        | 11 mai 2011      | 12 mai 2016      |
|     | Linda Fabiani     | 12 mai 2016      | 14 mai 2021      |
|     | Christine Grahame | 12 mai 2016      | 14 mai 2021      |
|     | Annabelle Ewing   | 14 mai 2021      | en cours         |
|     | Liam McArthur     | 14 mai 2021      | en cours         |